# قرة تبة (تشايبارة)
قرة تبة (بالفارسية: قره‌تپه) هي قرية تقع في أذربيجان الغربية في إيران. يقدر عدد سكانها بـ 94 نسمة .